# 杉本夏陽
杉本 夏陽（すぎもと なつひ、1993年7月30日 -）は、日本の女性モデル、レースクイーン。

## 来歴・人物
中国で生まれ、幼少期を過ごし、その後日本に移住。趣味はネイルアート、映画鑑賞。
2017年のスーパー耐久で「aprエンジェルス」としてレースクイーン活動を開始。同年7月の鈴鹿8時間耐久ロードレースでは「Team Tras 135HPレースクイーン」として参加。D1グランプリのイメージガールに当たる「D-LOVEits」へのスポット参加もあった。
2018年のスーパー耐久では「SPV&PANDORA LADYS」、2019年のSUPER GTでは「チームマッハ マッハ車検GAL」を務める。また2019年はRockford Fosgateの18代目イメージガールも務めた。

## 活動

### レースクイーン・イメージガール
| 年     | カテゴリー                                                | チーム名                                 | 他メンバー                                           |
| ------ | --------------------------------------------------------- | ---------------------------------------- | ---------------------------------------------------- |
| 2017年 | スーパー耐久                                              | aprエンジェルス                          | 嶋田美彩                                             |
| 2017年 | 鈴鹿8時間耐久ロードレース                                 | Team Tras 135HP レースクイーン           | 渡辺真理亜                                           |
| 2017年 | D1グランプリ                                              | イメージガール「D-LOVEits」              | あべみほ、霧島聖子、今井みどり、藤谷彩香、大沢真理恵 |
| 2017年 | 全日本ロードレース選手権                                  | CLUBY's CIRCUIT LADY                     | 安藤ひろこ、響貴茜、鈴木亜子                         |
| 2018年 | スーパー耐久                                              | 牧口エンジニアリング「SPV&PANDORA GIRLS｣ | 新井彩香、知念舞、吉野なぎさ                         |
| 2018年 | 桶川スポーツランド                                        | OSL Circuit Lady                         | 空風マイキ、松原さえ                                 |
| 2019年 | SUPER GT                                                  | チームマッハ マッハ車検GAL               |                                                      |
| 2019年 | ロックフォードフェスティバル オーディオカーギャラリー2019 | Rockford Fosgateイメージガール           |                                                      |
| 2019年 | 桶川スポーツランド                                        | OSL Circuit Lady                         | 空風マイキ                                           |
| 2019年 | FIM アジアロードレース選手権                              | 日本ラウンドイメージガール               | 空風マイキ、高瀬彩、山田かれん                       |

### イベント出演
| イベント名                   | 出演年：出演ブース                                      |
| ---------------------------- | ------------------------------------------------------- |
| 東京オートサロン             | 2017年：NITTO 2018年：SUZUKI 2019年・2020年：FORGE TECH |
| 大阪オートメッセ             | 2018年：SUZUKI 2019年・2020年：FORGE TECH               |
| 東京モーターショー           | 2017年：プジョー                                        |
| 名古屋モーターショー         | 2017年：プジョー                                        |
| 東京モーターサイクルショー   | 2018年：マキシスジャパン                                |
| 東北カスタムカーショーin仙台 | 2019年：FORGE TECH                                      |